# Arismendi (Sucre)
Arismendi è un comune del Venezuela situato nello Stato di Sucre.
Il capoluogo del comune è la città di Río Caribe.